# Victoria (Chile)
Victoria ist eine Stadt und Kommune im sogenannten „kleinen Süden“ von Chile. Sie liegt im zentral-nördlichen Teil der IX. Region (Araucanía).

## Geschichte

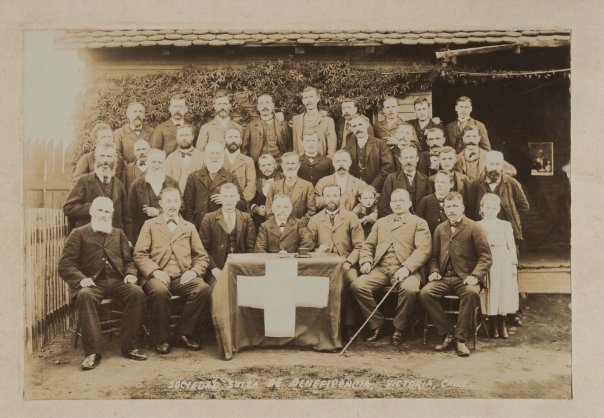
Schweizerische Gemeinnützige Gesellschaft Victoria

Die Stadt wurde am 28. März 1881 als eine Festung gegründet. Sein Name leitet sich von dem Sieg (victoria auf Spanisch) Chiles im Pazifischen Krieg ab.
Die Stadt erhielt ein großes Kontingent von Schweizer Siedlern während des späten 19. Jahrhunderts, dies belegen mehrere chilenisch-schweizerische Institutionen in der Stadt, die bis heute erhalten sind, wie zum Beispiel die Schweizerische Gemeinnützige Gesellschaft Victoria, der Schweizer Friedhof und die Schweizer Schule.